# Erythroxylum bradeanum
Erythroxylum bradeanum är en tvåhjärtbladig växtart som beskrevs av Otto Eugen Schulz. Erythroxylum bradeanum ingår i släktet Erythroxylum och familjen Erythroxylaceae. Inga underarter finns listade i Catalogue of Life.